# Zádub-Závišín
Zádub-Závišín (Duits: Hohendorf-Abaschin) is een gemeente in de Tsjechische regio Karlsbad. De gemeente ligt op 760 meter hoogte, twee kilometer ten noordoosten van Mariënbad (Mariánské Lázně).
De gemeente bestaat uit de twee hoofddorpen Zádub en Závišín, met daarnaast nog het dorp Milhostov. In het laatstgenoemde dorp bevindt zich een spoorwegstation aan de spoorlijn Mariënbad - Teplá, station Milhostov u Mariánských Lázní
Aš · 
Cheb · 
Dolní Žandov · 
Drmoul · 
Františkovy Lázně · 
Hazlov · 
Hranice · 
Krásná · 
Křižovatka · 
Lázně Kynžvart · 
Libá · 
Lipová · 
Luby · 
Mariënbad (Mariánské Lázně) · 
Milhostov · 
Milíkov · 
Mnichov · 
Nebanice · 
Nový Kostel · 
Odrava · 
Okrouhlá · 
Ovesné Kladruby · 
Plesná · 
Podhradí · 
Pomezí nad Ohří · 
Poustka · 
Prameny · 
Skalná · 
Stará Voda · 
Teplá · 
Trstěnice · 
Třebeň · 
Tři Sekery · 
Tuřany · 
Valy · 
Velká Hleďsebe · 
Velký Luh · 
Vlkovice · 
Vojtanov · 
Zádub-Závišín